# 斯普林維爾 (紐約州村)
斯普林維爾（英語：Springville）是位於美國紐約州伊利縣的村。

## 人口
根據2020年美國人口普查的數據，斯普林維爾的面積為9.56平方千米，當中陸地面積為9.53平方千米，而水域面積為0.02平方千米。當地共有人口4225人，而人口密度為每平方千米442人。